# 山口線 (西武鐵道)
山口線（日语：／ Yamaguchi sen */?）是一條沿著多摩湖北岸與東岸，連結東京都東村山市多摩湖站與埼玉縣所澤市西武球場前站，屬於西武鐵道的導引軌條式鐵道（AGT）的鐵路線，愛稱「利奧班輪」（ Reorainā），曾經是日本的大手私鐵中唯一的新交通系統，同時還是日本國內的新交通系統內唯一跨過都縣邊界的路線。車站編號使用的路線記號為SY。
本條目同時記載其前身線。

## 路線資料
資料為導引軌條式鐵道化後。
- 路線距離（營業距離）：2.8公里
- 導引方式：側邊導軌式，注氣膠輪（設有輔助輪）
- 站數：3個（包括起終點站），1信號場
- 複線路段：沒有（全線單線）
- 電氣化方式：直流電750V
- 最高速度：50公里/小時
- 構築物：車輛基地1個，隧道5條，橋樑7條，變電站1個
- 信號保安設備：地面信號式，第1種電氣繼電連動裝置（設有ARC（日语：自動進路制御装置）），根據點制御使用多情報變頻式車上模式ATS
- 通信設備：列車無線裝置，3個車站的月台監視電視

## 使用車輛
西武8500系电力动车组是山口线目前使用的胶轮轨道系统列车，于1985年4月25日开始商业运营。该系列是唯一由一条主要大手私铁拥有的胶轮轨道系统列车，其绰号为“LEO LINER”。
2025年1月22日，西武鐵道宣布，將於2025年至2027年間在山口線引進新型的電車，並逐步汰換目前在線上運轉的西武8500系電聯車。這也是山口線自1985年開通以來首度引進新型的電聯車。

## 歷史
1950年（昭和25年）軌距762mm的輕便鐵路「童話列車」開業，由西武遊園地站至UNESCO村站以單線運行。
1952年（昭和27年），根據地方鐵道法將「おとぎ線」（仙女線）改為地方鐵路，改名為「山口線」，但仍沿用「童話列車」的名稱。票價為成人單程200日元，兒童單程100日元，與西武鐵道其他一般鐵路線分開。最初只有蓄電池機車營運，但在1972年（昭和47年），蒸汽機車開始運行，以紀念日本鐵路100週年。平日使用蓄電池機車，除冬季以外的節假日使用蒸汽機車。
為了改善設施和車輛的老化以及多摩湖線到西武球場前站的路線改善，「童話列車」於1984年5月停止運營，作出大規模改善，對部分路段進行了線性改進，改變了起點和終點站。1986年，以導引軌條式鐵道（AGT）再次開業，並與其他西武線整合到相同的票價系統中。

### 年表
- 1950年（昭和25年）8月1日 遊戲設施「仙女線」多摩湖飯店前站-上堰堤站間開通。
- 1951年（昭和26年）9月16日 上堰堤站-UNESCO村站間開通，上堰堤站改為山口信號所。
- 1952年（昭和27年）7月15日 多摩湖飯店前站-UNESCO村站間 (3.7 km) 改為地方鐵道。改稱「山口線」。
- 1963年（昭和38年）7月1日 多摩湖飯店前站改稱西武遊園地站。
- 1972年（昭和47年）6月2日 日本鐵道100周年開始營運蒸氣機車。
- 1976年（昭和51年）12月17日 因進行改建工程暫停運行列車。
- 1977年（昭和52年）3月19日 恢復運行。
- 1979年（昭和54年）3月25日 西武遊園地站改名為遊園地前站。
- 1984年（昭和59年）5月14日 因改良為AGT的工程和新運行區間的建設而暫停營業。
- 1985年（昭和60年）4月25日 - 西武遊園地站-西武球場前站的新建路段 (2.8 km) 竣工開業。
- 2021年（令和3年）3月13日 - 西武遊園地站更名為多摩湖站，遊園地西站更名為西武園遊園地站。

## 車站列表

### 新交通通車後
- 車站編號至2013年3月為止依次引入。[6]

範例
- 軌道 … ◇：可進行列車交會，｜：不可進行列車交會，∧：終點（可進行列車交會）

| 車站編號 | 中文站名     | 日文站名 | 英文站名 | 站間距離 | 累積距離 | 接續路線                    | 軌道 | 所在地         |
| -------- | ------------ | -------- | -------- | -------- | -------- | --------------------------- | ---- | -------------- |
| SY01     | 多摩湖       |          |          | -        | 0.0      | 西武鐵道： 多摩湖線（ST07） | ｜   | 東京都東村山市 |
| SY02     | 西武園遊園地 |          |          | 0.3      | 0.3      |                             | ｜   | 埼玉縣所澤市   |
|          | 東中峯信號場 |          | /        | -        | (1.0)    |                             | ◇    | 埼玉縣所澤市   |
| SY03     | 西武球場前   |          |          | 2.5      | 2.8      | 西武鐵道： 狹山線（SI41）   | ∧    | 埼玉縣所澤市   |

### 輕便鐵道時代
遊園地前－（中峯信號所）－（山口信號所）－UNESCO村

## 外部連結
- 西武鉄道株式会社